# 苯亚氨基三苯基磷
苯亚氨基三苯基磷是一种有机磷化合物，化学式为Ph3P=NPh，其中Ph = C6H5。它是白色固体，可溶于有机溶剂。它可在施陶丁格反应中生成。
这种亚氨基磷最初于赫尔曼·施陶丁格的实验室中合成，他通过三苯基膦和叠氮苯的反应制得。
Ph3P  +  N3Ph   →    Ph3P=NPh  +  N2
X射线衍射表明分子中P-N-C的键角为130.4°，P-N键长为160 pm。